# Nguyễn Thanh Hải (kiểm sát viên)
Nguyễn Thanh Hải (sinh năm 1972) là kiểm sát viên cao cấp người Việt Nam. Ông hiện giữ chức vụ Viện trưởng Viện kiểm sát nhân dân tỉnh Thừa Thiên Huế.

## Tiểu sử
Nguyễn Thanh Hải sinh năm 1972.
Nguyễn Thanh Hải là Đảng viên Đảng Cộng sản Việt Nam.
Tháng 7 năm 2014, Nguyễn Thanh Hải là Phó Viện trưởng Viện kiểm sát nhân dân tỉnh Thừa Thiên Huế.
Ngày 1 tháng 10 năm 2018, Nguyễn Thanh Hải, Phó Viện trưởng phụ trách Viện kiểm sát nhân dân tỉnh Thừa Thiên Huế, được Phó Viện trưởng Viện kiểm sát nhân dân tối cao Việt Nam Nguyễn Huy Tiến trao Quyết định số 66/QĐ-VKSTC ngày 20/09/2018 của Viện trưởng Viện kiểm sát nhân dân tối cao Việt Nam Nguyễn Hòa Bình bổ nhiệm giữ chức vụ Viện trưởng Viện kiểm sát nhân dân tỉnh Thừa Thiên Huế nhiệm kì 5 năm kể từ ngày 1 tháng 10 năm 2018 thay ông Trần Đại Quang nghỉ hưu theo chế độ nhà nước Việt Nam.
Từ ngày 1 tháng 12 năm 2018, ông được Viện trưởng Viện kiểm sát nhân dân tối cao Việt Nam Lê Minh Trí bổ nhiệm chức danh Kiểm sát viên cao cấp.